# Chełmce (Grande-Pologne)
Pour les articles homonymes, voir Chełmce.
Chełmce est une localité polonaise de la gmina d'Opatówek, située dans le powiat de Kalisz en voïvodie de Grande-Pologne.